# Sonnenallee
Sonnenallee è un film tedesco del 1999 diretto da Leander Haußmann, tratto da un romanzo di Thomas Brussig Am kürzeren Ende der Sonnenallee. Il film parla della vita di un gruppo di adolescenti nella Germania dell'Est. Il nome si riferisce ad una strada di Berlino realmente esistente che fungeva da strada di passaggio tra Berlino Est e Ovest.

## Trama
Michael Ehrenreich (detto Micha) e il suo migliore amico Mario vivono nella Sonnenallee (la strada del sole) e frequentano l'ultimo anno della scuola EOS. Sono normali ragazzi che aspettano il giorno del diploma e si chiedono se intraprendere la carriera universitaria o no. Ascoltano la musica pop vietata dal regime della DDR, soprattutto i Rolling Stones e vanno incontro ai primi amori. Sono anche costretti a diventare adulti lottando contro gli abusi della DDR.
Lo zio di Micha si reca da Berlino Ovest spesso a trovarli, lamentandosi che nell'Est è tutto costruito con l'amianto e che le loro prospettive future erano molto scarse per come si era organizzato il regime. Morirà di cancro ai polmoni. Mario è costretto ad arruolarsi nella Stasi perché la sua ragazza è incinta e questo è un duro colpo per Micha che alla fine riesce finalmente a conquistare il suo grande amore, Miriam.

## Distribuzione
Il film ha riscosso grande successo in Germania, dove è uscito il 7 ottobre 1999, tanto da essere nuovamente distribuito il 1º giugno 2000. Negli Stati Uniti il film è uscito tra il 2000 e il 2001, passando prima per diversi festival. In Italia non è mai uscito al cinema: è stato direttamente trasmesso in TV, la prima volta il 14 febbraio 2005.